# Hệ thống Tên lửa đẩy Vũ trụ
Hệ thống tên lửa đẩy vũ trụ (tiếng Anh: Space Launch System) (viết tắt là SLS) là một phương tiện phóng tàu vũ trụ hạng siêu nặng được NASA phát triển từ năm 2011. Tên lửa sẽ thực hiện lần phóng đầu tiên trong sứ mệnh Artemis 1 vào ngày 16/11/2022, từ Kennedy Space Center. Tên lửa đẩy SLS sẽ thay thế cho tên lửa đẩy Ares I và Ares V cùng với phần còn lại của chương trình Constellation, một chương trình tương tự có mục tiêu đưa người trở lại Mặt trăng. Tên lửa SLS được chỉ định để trở thành người kế nhiệm cho tàu con thoi Space Shuttle, và là tên lửa đẩy chính phục vụ cho các chương trình thám hiểm không gian sâu của vũ trụ. các chuyến bay có người lái cũng là một phần trong chương trình Artemis, với mục tiêu xa hơn, là sứ mệnh đưa con người lên Hỏa tinh (sao Hỏa). Tên lửa đẩy SLS được phát triển theo 3 giai đoạn, với 3 phiên bản có tính năng tăng dần: Block 1, Block 1B, và Block 2. Tính đến  tháng 8 năm 2019, SLS Block 1 đã phóng 3 tàu vũ trụ trong sứ mệnh Artemis và năm lần phóng tiếp theo dự kiến sử dụng tên lửa Block 1B, sau đó các lần phóng còn lại sẽ được thực hiện bằng tên lửa Block 2.
SLS được thiết kế để phóng Tàu Orion thuộc chương trình Artemis, sử dụng các bệ phóng và cơ sở của trung tâm phóng tàu vũ trụ Kennedy tại Florida. Artemis dự kiến sẽ sử dụng nhiều nhất là một SLS mỗi năm cho đến ít nhất là năm 2030. SLS sẽ phóng từ LC-39B tại Trung tâm Vũ trụ Kennedy.

## Mô tả
SLS là một phương tiện phóng có nguồn gốc từ tàu con thoi. Tầng đầu tiên của tên lửa được cung cấp năng lượng bởi một tầng đẩy trung tâm và hai tầng đẩy tăng cường nhiên liệu lỏng gắn bên ngoài. Tất cả các SLS Block đều có chung một thiết kế tầng đẩy trung tâm, trong khi chúng khác nhau ở các tầng đẩy trên và bộ tăng tốc.

### Tầng trung tâm

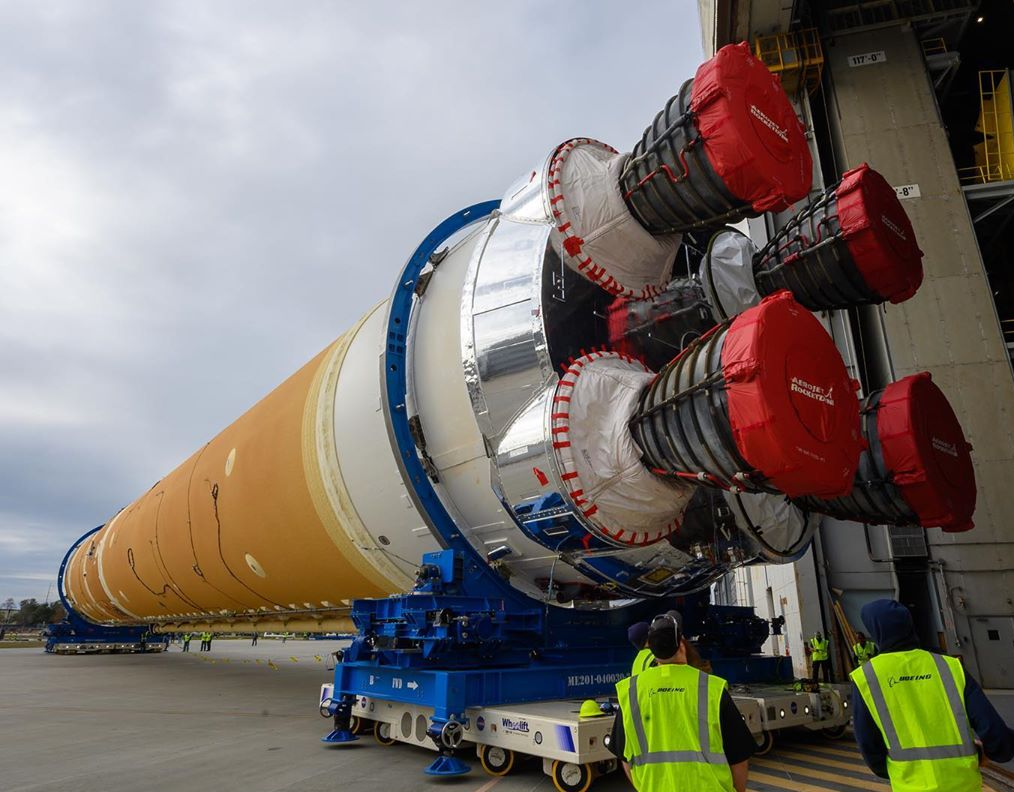
The SLS core stage rolling out of the Michoud Assembly Facility for shipping to Stennis Space Center

Kết hợp với hai tầng đẩy tăng cường nhiên liệu lỏng, tầng đẩy trung tâm có vai trò cung cấp lực đẩy cho các tầng tên lửa bên trên nó, giúp cho toàn bộ tên lửa đạt được gia tốc nhất định, đạt tới tốc độ vũ trụ cấp 1. Nó chứa chất đẩy bao gồm nhiên liệu là Hidro lỏng cùng với chất ô xy hóa là ô xy lỏng, cung cấp lực đẩy cho giai đoạn bay lên của tên lửa, các liên kết với tầng đẩy bên trên, các thiết bị điện tử, và hệ thống động cơ trung tâm (Main Propulsion System (MPS)). Hệ thống MPS có vai trò đảm bảo cung cấp nhiên liệu và chất ô xy hóa cho 4 động cơ RS-25, điều chỉnh luồng phụt của động cơ đẩy, và điều áp cho thùng chứa chất đẩy. Tầng đẩy trung tâm cung cấp khoảng 25% lực đẩy cho tên lửa lúc cất cánh. Tầng đẩy có chiều dài 213 ft (65 m) và đường kính 28 ft (8,4 m), và có cấu trúc và ngoại hình tương tự như tầng đẩy gắn ngoài của tàu con thoi. 4 chuyến bay đầu tiên sẽ sử dụng 4 trong số 16 động cơ RS-25D còn lại từ sứ mệnh tàu con thoi trước đây. Aerojet Rocketdyne sẽ tiến hành nâng cấp các động cơ này. Các chuyến bay sau này tầng đẩy trung tâm sẽ sử dụng động cơ RS-25E, giúp tiết kiệm đơn giá mỗi động cơ hơn 30%. Lực đẩy của động cơ RS-25D được tăng lên từ 492.000 lbf (2.188 kN), lên tới 513.000 lbf (2.281 kN). Động cơ RS-25E sẽ có lực đẩy tăng lên tới 522.000 lbf (2.321 kN).

### Tầng đẩy tăng cường
Các cấu hình tên lửa SLS Block 1 và 1B sẽ sử dụng tầng đẩy tăng cường nhiên liệu rắn gồm 5 đoạn. Các tầng đẩy tăng cường sử dụng các thành phần đã từng sử dụng trong các tầng đẩy tăng cường (gồm 4 đoạn) của sứ mệnh tàu con thoi. Tầng đẩy tăng cường mới sẽ được bổ sung đoạn trung tâm (thành tổng cộng 5 đoạn), các thiết bị điện tử hàng không mới, tiết kiệm khối lượng hơn, nhưng không có hệ thống thu hồi bằng dù. Tầng đẩy mới với 5 đoạn sẽ cung cấp nhiều hơn 25% lực đẩy so với tầng đẩy cũ, nhưng tầng đẩy mới sau khi sử dụng sẽ không được thu hồi.
Số lượng của các tầng đẩy tăng cường cho các tên lửa đẩy SLS Block 1, 1B bị giới hạn do chúng sử dụng lại tầng đẩy tăng cường trong chương trình tàu con thoi, theo ước tính sẽ đủ dùng cho 8 lần phóng tên lửa SLS. Ngày 2 tháng 3 năm 2019, chương trình phát triển tầng đẩy tăng cường nhiên liệu rắn mới bắt đầu được thực hiện bởi công ty Northrop Grumman Space Systems, tầng đẩy mới dự kiến sẽ sử dụng trên tên lửa Block 2. Những tầng đẩy này sẽ sử dụng vỏ composite mà từng được phát triển cho chương trình tên lửa đẩy OmegA đã bị hủy bỏ. Đồng thời tầng đẩy tăng cường mới sẽ giúp tăng tải trọng của tên lửa Block 2 lên tới 290.000 lb (130 t) lên quỹ đạo Trái đất tầm thấp và ít nhất là 101.000 lb (46 t) tải trọng cho quỹ đạo chuyển tiếp Mặt trăng.

### Các tầng đẩy hoạt động tầng cao
Tầng đẩy Interim Cryogenic Propulsion Stage (ICPS) được dự kiến sử dụng trong các sứ mệnh Artemis 1, 2, và 3 như là tầng đẩy bên trên của SLS Block 1. Nó là tầng đẩy được thiết kế dựa trên tầng đẩy sử dụng nhiên liệu siêu lạnh của tên lửa Delta IV, dài 16 ft (5 m), động cơ RL10. SLS Block 1 có khả năng mang được tải trọng 209.000 lb (95 t) lên Quỹ đạo Trái Đất tầm thấp (LEO), bao gồm cả trọng lượng của ICPS như một phần của tải trọng không tách rời như các tầng đẩy thông thường. Vào thời điểm tầng đẩy trung tâm tách ra, Artemis 1 sẽ đạt được quỹ đạo với điểm cực viễn x cực cận là 1.806 nhân 30 km (1.122 nhân 19 mi) bay dưới quỹ đạo. Quỹ đạo bay này cho phép việc tách bỏ tầng trung tâm được diễn ra an toàn. ICPS sau đó sẽ thực hiện một tiềm nhập quỹ đạo và khởi động động cơ đẩy để đưa tàu vũ trụ Orion theo quỹ đạo chuyển tiếp mặt trăng. Tầng đẩy ICPS sẽ được sử dụng trong các sứ mệnh bay có người lái Artemis 2 và 3.
Tầng đẩy thám hiểm-Exploration Upper Stage (EUS) được sử dụng cho sứ mệnh Artemis 4. EUS sẽ hoàn tất quá trình bay lên của tên lửa SLS và sau đó tiếp tục được kích hoạt trở lại để đưa tải trọng tới quỹ đạo xa hơn quỹ đạo trái đất tầm thấp. Tầng đẩy EUS có đường kính 8,4 mét, và sử dụng 4 động cơ RL10C-3. Các động cơ này dự kiến sẽ được nâng cấp thành RL10C-X. Tính đến  tháng 3 năm 2022, Boeing đã và đang phát triển bể chứa nhiên liệu composite cho tầng đẩy EUS, giúp tăng 30% tải trọng mà SLS Block 1B có thể mang lên quỹ đạo chuyển tiếp Mặt trăng.

### Cấu hình của tên lửa SLS
| Sứ mệnh Artemis | Cấu hình tên lửa SLS | Động cơ | Tầng đẩy tăng cường                            | Tầng đẩy tầng cao                                     | Lực đẩy cất cánh      | Khối lượng tải trọng            | Khối lượng tải trọng              | Khối lượng tải trọng  |
| Sứ mệnh Artemis | Cấu hình tên lửa SLS | Động cơ | Tầng đẩy tăng cường                            | Tầng đẩy tầng cao                                     | Lực đẩy cất cánh      | Quỹ đạo Trái Đất tầm thấp (LEO) | Phóng chuyển tiếp mặt trăng (TLI) | Quỹ đạo nhật tâm(HCO) |
| --------------- | -------------------- | ------- | ---------------------------------------------- | ----------------------------------------------------- | --------------------- | ------------------------------- | --------------------------------- | --------------------- |
| 1               | 1                    | RS-25D  | 5-segment Shuttle-derived boosters             | Interim Cryogenic Propulsion Stage (ICPS) với RL10B-2 | 8.800.000 lbf (39 MN) | 209.000 lb (95 tấn)             | >59.500 lb (27 tấn)               | Không biết            |
| 2, 3            | 1                    | RS-25D  | 5-segment Shuttle-derived boosters             | Interim Cryogenic Propulsion Stage (ICPS) với RL10C-2 | 8.800.000 lbf (39 MN) | 209.000 lb (95 tấn)             | >59.500 lb (27 tấn)               | Không biết            |
| 4               | 1B                   | RS-25D  | 5-segment Shuttle-derived boosters             | Exploration Upper Stage (EUS)                         | 8.800.000 lbf (39 MN) | 231.000 lb (105 tấn)            | 92.500 lb (42 tấn)                | Không biết            |
| 5, 6, 7, 8      | 1B                   | RS-25E  | 5-segment Shuttle-derived boosters             | Exploration Upper Stage (EUS)                         | 8.800.000 lbf (39 MN) | 231.000 lb (105 tấn)            | 92.500 lb (42 tấn)                | Không biết            |
| 9, ...          | 2                    | RS-25E  | Booster Obsolescence and Life Extension (BOLE) | Exploration Upper Stage (EUS)                         | 9.200.000 lbf (41 MN) | 290.000 lb (130 tấn)            | >101.400 lb (46 tấn)              | 99.000 lb (45 tấn)    |

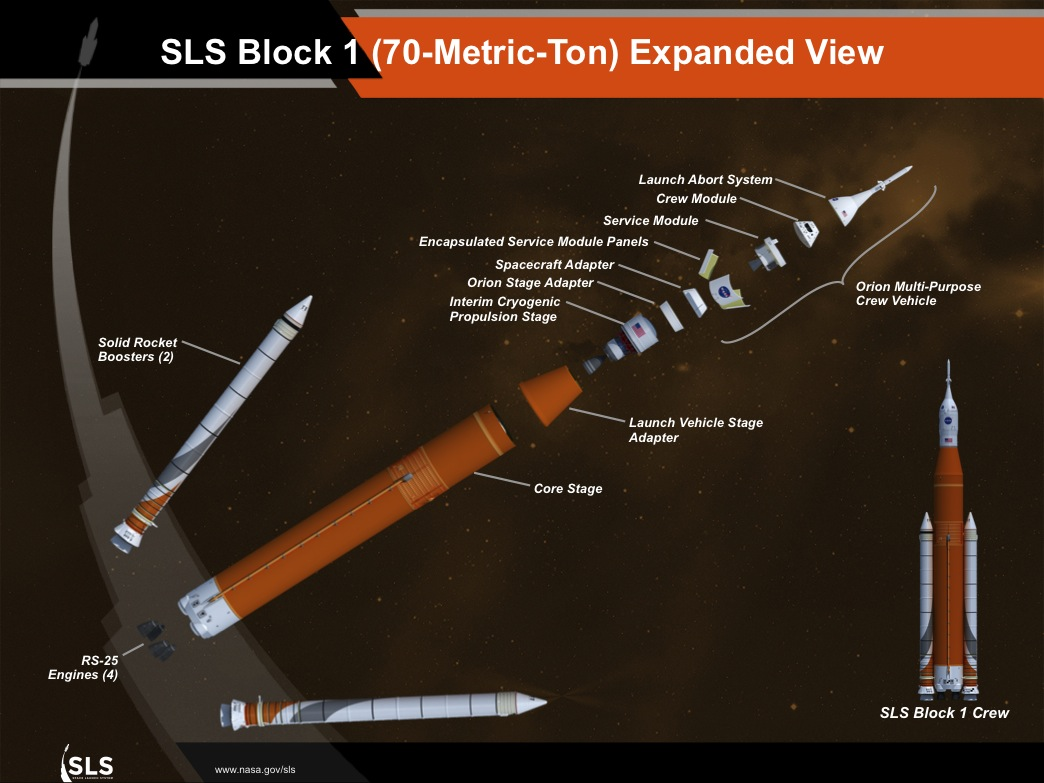
Cấu hình Block 1
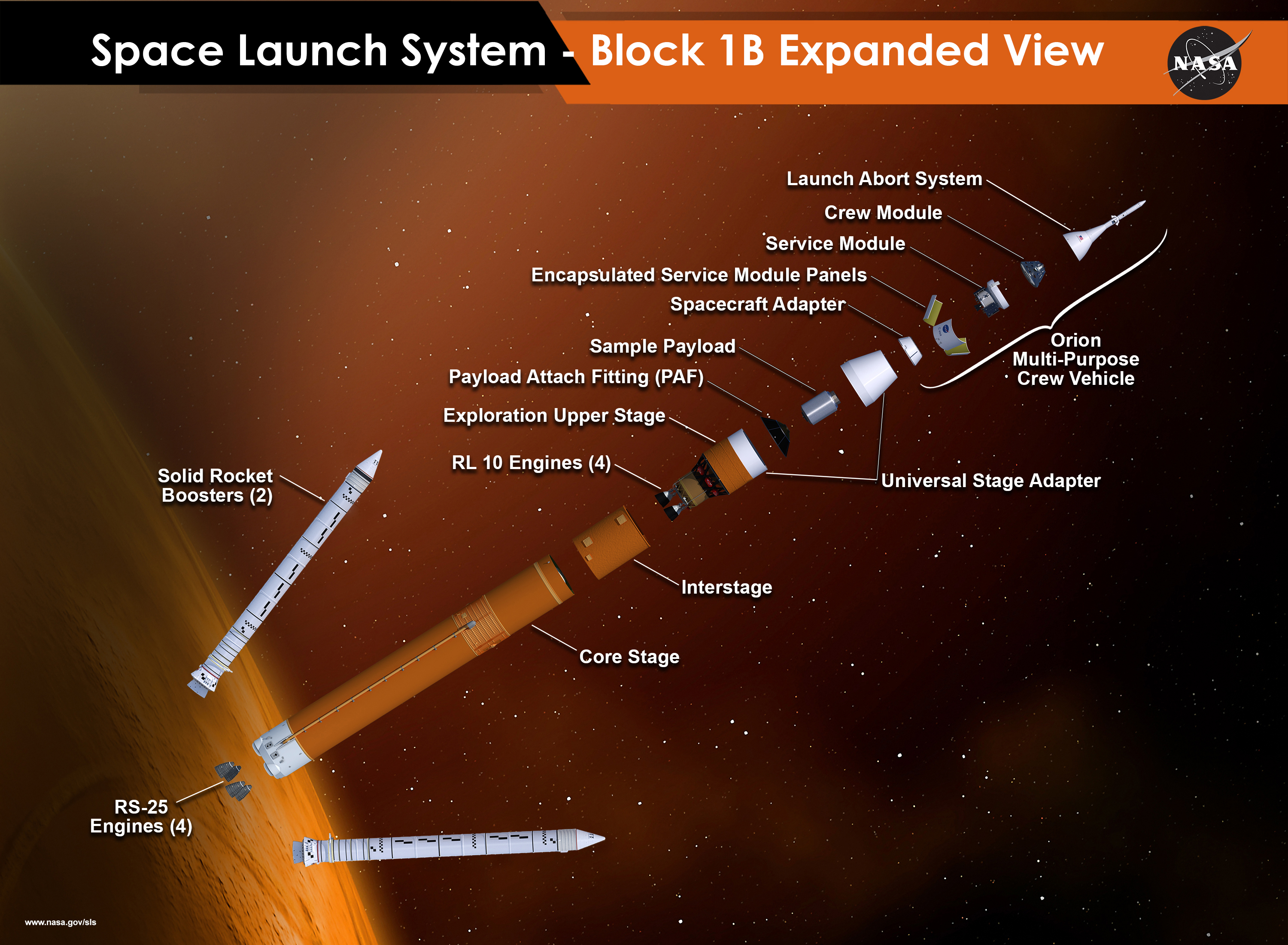
Cấu hình Block 1B
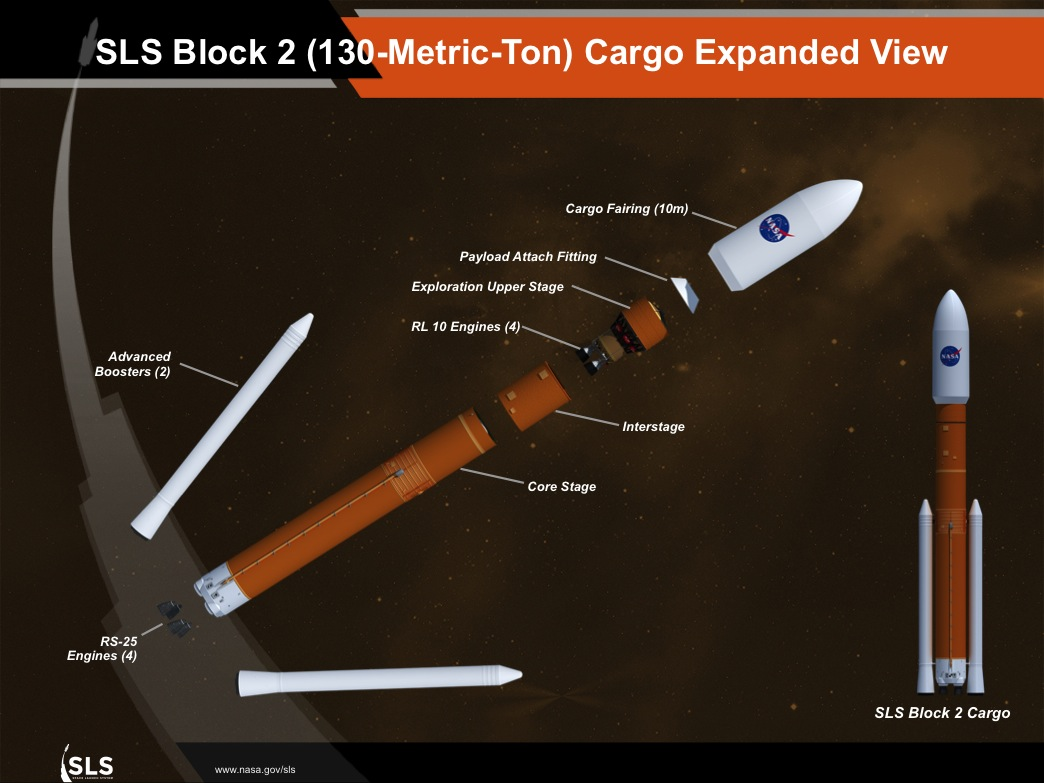
Cấu hình Block 2